# 伊形城
伊形 城（いがた じょう、1996年6月12日 - ）は、東京都出身の日本の元リポーター、元タレントである。スターダストプロモーション芸能1部に所属し、キャスターユニット「イケキャス.」のメンバーであった。東京大学中退。

## 出演

### 地上波テレビ番組
- クイズプレゼンバラエティー Qさま!!（テレビ朝日）[3]
- 王様のブランチ（TBSテレビ）
- 踊る!さんま御殿!!（日本テレビ系列）[4]

### インターネット番組
- AbemaPrime（AbemaTV）[5] レギュラーリポーター